# Осецький Олександр Вікторович
Олександр Вікторович Осецький (24 липня, 1873, Кременець — 26 лютого, 1936, Париж) — український військовий діяч, генерал Армії УНР.

## Життєпис
Походив із дворян Волинської губернії.

### У Російській армії
Закінчив Полоцький кадетський корпус (1892), 1-ше військове Павлівське училище (1894), вийшов підпоручиком до 59-го піхотного Люблінського полку (Одеса). 2 вересня 1900 р. закінчив 2 класи Миколаївської академії Генерального штабу за 2-м розрядом.
З 19 листопада 1900 р. — молодший ад'ютант штабу 15-ї піхотної дивізії. З 10 березня 1902 — молодший офіцер 6-го Фінляндського стрілецького полку. З 9 травня 1902 — ад'ютант Офіцерської стрілецької школи. 11 травня 1903 закінчив Санкт-Петербурзький Імператорський археологічний інститут. 11 червня 1904 переведений до лейб-гвардії Санкт-Петербурзького полку з перебуванням на посаді ад'ютанта Офіцерської стрілецької школи. З 24 грудня 1907 — приділений до лейб-гвардії Преображенського полку (25 липня 1908 переведений до цього полку). З 27 грудня 1907 — командир 6-ї роти лейб-гвардії Преображенського полку. 21 січня 1909 — отримав звання гвардії капітана. 21 вересня 1912 — закінчив Офіцерську стрілецьку школу, згодом викладав у ній.
З 26 липня 1914 — підполковник з переведенням до 6-го гренадерського Таврицького полку (Москва). 19 листопада 1914 — полковник за бойові заслуги з призначенням командиром 3-го гренадерського Перновського полку. 18 грудня 1914 нагороджений Георгіївською зброєю за бій 7—9 листопада 1914 біля с. Віржбице, де тимчасово очолював 6-й гренадерський Таврицький полк. 28 вересня 1914 — контужений біля м. Нова Олександрія, 1 серпня 1915 вдруге контужений біля с. Корчувка. З 14 лютого 1917 — командир бригади 31-ї піхотної дивізії. З травня 1917 — командир бригади 2-ї гренадерської дивізії Гренадерського корпусу. Останнє звання у російській армії — генерал-майор.

### На службі Україні

О. Осецький на нараді з С. Петлюрою. 1919 рік

У листопаді 1917 року разом з капітаном О. Удовиченком змушений залишити Гренадерський корпус, де вони служили, оскільки солдати-більшовики погрожували розправою як з керівниками українського військового руху. Прибув до Києва у розпорядження Центральної Ради. 29 листопада 1917 призначений начальником 4-ї Української дивізії 2-го Січового Запорізького (51-го армійського) корпусу, яка знаходилася на фронті, однак посаду не обійняв, перебував у Києві при Військовому міністерстві Центральної Ради. Під час вуличних боїв у Києві приділений до Гайдамацького Коша Слобідської України.
З 12 лютого 1918 — начальник Українського Генерального штабу. З 5 березня 1918 — начальник Головного штабу УНР. Із 17 квітня 1918 до 6 червня 1918 — командувач Полтавського (згодом — 6-го) корпусу Армії УНР, згодом — Армії Української Держави. З червня 1918 — начальник корпусу залізничної охорони, який перебував у стадії формування.
У 1918 році — член українського військового Товариства «Батьківщина».
З 15 листопада 1918 — Наказний Отаман УНР та за сумісництвом начальник Генерального штабу військ Директорії. З 22 січня 1919 — за сумісництвом заступник Військового міністра УНР та головний інспектор військ УНР. З 7 квітня 1919 — командувач Холмської групи Дієвої армії УНР (одночасно — в. о. Наказного Отамана УНР). Після розгрому Холмської групи 17 травня 1919 обіймав лише посаду Наказного Отамана. 26 липня 1919 усунутий з цієї посади та призначений військовим радником місії УНР в Італії. Але до Італії так і не від'їхав, приватно мешкав у Кам'янці-Подільському, оскільки уряд УНР не виділив коштів для місії. У грудні 1919 року перейшов на територію, зайняту польськими військами. З 26 грудня 1919 по 6 січня 1920 — Військовий комісар Директорії України.
З 26 квітня 1920 — представник Головного Отамана УНР при Ю. Пілсудському.
З 1923 року жив на еміграції у Франції. Помер та похований у Парижі.

## Вшанування пам'яті
В Києві існує вулиця Олександра Осецького.